# Cyathea philippinensis
Cyathea philippinensis är en ormbunkeart som beskrevs av Bak. Cyathea philippinensis ingår i släktet Cyathea och familjen Cyatheaceae. Inga underarter finns listade.